# 侯偉思
侯偉思（Randy Hawes，1947年—），加拿大政治人物，2001年-13年間以卑詩自由黨黨員身份擔任卑詩省議會議員，先後代表楓樹嶺—米遜選區和阿博斯福—米遜選區，期間曾於2009年-11年間在省長金寶爾內閣中擔任礦務省務廳長。他曾於1993年至2001年，和2014年至2018年間任職米遜長官。

## 生平
侯偉思於亞伯達省愛民頓出生，1969年與艾瑪（Alma Hawes）結婚，兩人育有三名子女。他於1972年加入多倫多道明銀行出任貸款主任，曾在卑詩省和育空地區數處任職該行的銀行經理，1979年起派駐菲沙河谷地區的米遜。他於1986年離開該行，後從事地產和物業發展行業。
他於1987年當選米遜區議員，任期一年，後於1993年當選米遜長官，經歷三屆任期後於2001年卸任。期間他亦曾任菲沙河谷區域局主席，以及菲沙河谷條約諮議會、菲沙河谷水務委員會以及其他公營機構的成員。
2001年省選，侯偉思代表卑詩自由黨競逐省議會楓樹嶺—米遜選區議席並告當選，2005年省選亦在該區連任省議員，同年起任職執政自由黨的首席黨鞭至2009年。他於2009年省選在新成立的阿博斯福—米遜選區連任省議員，同年獲省長金寶爾任命為礦務省務廳長。簡蕙芝於2011年接替金寶爾任職省長後，未有委派侯偉思入閣。他任職省議員期間亦曾任執政黨黨團衛生委員會主席、執政黨黨團社區及安全委員會成員、以及省議會公共帳目常務委員會成員等職務。
他於2012年宣布不會在翌年省選中競逐連任，2013年卸任省議員後則於2014年參與米遜地方選舉，擊敗在任的阿德勒姆（Ted Adlem）重拾該區長官職務。他於2018年米遜地方選舉中尋求連任長官，但敗予彭麗絲後則告別政壇。

## 外部連結
- （英文）卑詩省議會網站 侯偉思議員簡介 （页面存档备份，存于）